# L'attentato
L'attentato (L'Attentat) è un film del 1972, diretto da Yves Boisset. La pellicola è ispirata alla vera storia del politico socialista marocchino Mehdi Ben Barka, sequestrato ed ucciso in circostanze misteriose a Parigi nel 1965, dove si trovava in esilio dal regime di Hasan II del Marocco.

## Trama
Sadiel, leader arabo dell'opposizione in un Paese del Nordafrica, vive confinato a Ginevra, ma è ancora ritenuto un pericolo dal ministro degli interni. Sfruttando il suo desiderio di voler rientrare in patria, Sadiel viene invitato con l'inganno a Parigi dov'è prima sequestrato e poi ucciso. L'unico che cerca di salvargli la vita è un giornalista, Darien, che era stato coinvolto, suo malgrado, nella messa in pratica della trappola al leader arabo. Pentito, il giornalista finirà per perdere la vita egli stesso, ma registrerà la sua versione dei fatti su un nastro consegnato ad un onesto agente di polizia.